# 船沼駅
船沼駅（ふなぬまえき）は、秋田県平鹿郡雄物川町沼館八掛（開業時は旧・平鹿郡沼館町八掛、現・横手市雄物川町沼館八掛）にあった羽後交通横荘線（旧・横荘鉄道）の駅（廃駅）である。横荘線の部分廃線に伴い1971年（昭和46年）7月20日に廃駅となった。

## 歴史
- 1928年（昭和3年）7月11日：横荘鉄道沼館駅 - 舘合駅間に新設開業[1][2][3][4]。旅客のみ取扱い[4]。
- 1944年（昭和19年）6月1日：鉄道会社名を羽後鉄道に改称。路線名を横荘線に制定。それに伴い羽後鉄道横荘線の駅となる[1][2][5]。
- 1947年（昭和22年）
  - 7月23日：豪雨による路盤および橋脚損壊により横荘線全区間運休、当駅も営業休止となる[3][6]。
  - 7月29日：横手駅 - 舘合駅間が復旧、当駅も営業再開となる[3][6]。
- 1952年（昭和27年）2月15日：鉄道会社名を羽後交通に改称。それに伴い羽後交通横荘線の駅となる[1][2][3][5]。
- 1969年（昭和44年）1月16日：横荘線沼館駅 - 舘合駅間部分廃線に伴い廃止となる[1][2][3][5]。

## 駅構造
廃止時点で、単式ホーム1面1線を有する地上駅であった。ホームは線路の西側（老方方面に向かって左手側）に存在した。転轍機を持たない棒線駅となっていた。
無人駅となっており、駅舎は無いがホーム西側に待合所を有した。

## 駅周辺
周囲は水田であった。
- 秋田県道13号湯沢雄物川大曲線 - 一部区間には当線の線路跡が転用されていた。
- 雄物川

## 駅跡
2002年（平成14年）3月には、駅跡の道路の一角に、雄物川町（当時）により「横荘線 船沼停留所跡」と記載され、沿革も記された白い記念碑が建立された。2007年（平成19年）5月時点、2010年（平成22年）10月時点でも同様であった。
また、当駅跡附近の線路跡は道路となっており、2007年（平成19年）5月時点、2010年（平成22年）時点でも同様であった。

## 隣の駅
羽後交通
横荘線
沼館駅 - 船沼駅 - 舘合駅